# Удский округ
Удский округ (также Удская округа) — округ (округa) в Приморской области Российской империи. Занимал узкое пространство вдоль берега Охотского моря, с севера примыкал к Охотскому округу, с юга — к Хабаровскому, с запада — к Якутской области, а на востоке омывался Охотским морем. Название ему дала река Уда. Площадь составляла приблизительно 89 тысяч квадратных вёрст. До 1880 года окружной центр — Удское (Удск), затем — Николаевск. После 1880 года в округе вырос порт Чумикан. Административно подчинялся до 1856 года Якутской области, с 1856 года по 1917 год — Приморской области. 26 февраля 1914 года  Удский округ был объединён с Сахалинским отделом Приморской области и образовал Сахалинскую область с центром в городе Александровск-Сахалинский.

## Климат
Климат холодный, во внутренних районах резко континентальный, в приморских — с чертами океанического. В самом Удске средняя температура года составляла —4°; января — 28°; июля + 13,5; средняя температура 5-месячного теплого периода = + 12°. Поверхность гориста; с ЮЗ на СВ протягивается Становой хребет, отроги которого местами подходят к самому морю, в особенности между течениями pp. Уды и Охоты. Большая часть поверхности покрыта хвойным лесом, и только по течению рек, в особенности — Уды, встречается лиственный; низовья же рек протекают по тундре.

## Национальный состав
По переписи 1897 года из более чем 18 тыс. жителей округи 40 % составляли русские. Оставшиеся 60 % состояли из большого количества как коренных, так и пришлых национальностей. Население горных регионов состояло главным образом из автохтонов: тунгусов, гольдов, ороков и гиляков. Русские и прочие европейские народы живут в основном в окружном городе Николаевске. По переписи 1897 г. в Удском округе было жителей 12 065 мужского и 6118 женского пола, в том числе в единственном городе Николаевске — 5668 человек. По плотности населения (0,2 жит. на 1 кв. версту) Удский округ принадлежит к более населенным местностям Приморской области (0,1 жит. на 1 кв. версту), уступая только Южно-Уссурийскому (0,7 жит. на 1 кв. версту) и Командорскому (0,4 жит. на 1 кв. версту) округам.
| Округа           | русские | украинцы | китайцы | корейцы | тунгусо-маньчжурские народы | чукчи  | коряки | нивхи  | ительмены |
| ---------------- | ------- | -------- | ------- | ------- | --------------------------- | ------ | ------ | ------ | --------- |
| Область в целом  | 35,9 %  | 14,9 %   | 13,7 %  | 10,9 %  | 7,6 %                       | 4,6 %  | 2,7 %  | 1,9 %  | 1,8 %     |
| Анадырская       | 1,1 %   | …        | …       | …       | 5,0 %                       | 79,4 % | 1,4 %  | …      | …         |
| Гижигинская      | 8,2 %   | …        | …       | …       | 25,3 %                      | 8,5 %  | 57,7 % | …      | …         |
| Командорская     | 9,5 %   | …        | …       | …       | …                           | …      | …      | …      | …         |
| Охотская         | 10,1 %  | …        | …       | …       | 79,1 %                      | …      | 5,0 %  | …      | …         |
| Петропавловская  | 31,0 %  | …        | …       | …       | 5,3 %                       | …      | 15,8 % | …      | 47,5 %    |
| Удская           | 40,9 %  | …        | 8,5 %   | 1,8 %   | 17,3 %                      | …      | …      | 23,1 % | …         |
| Уссурийская      | 67,9 %  | 2,8 %    | 16,0 %  | 4,5 %   | 6,2 %                       | …      | …      | …      | …         |
| Хабаровская      | 49,7 %  | 4,5 %    | 17,1 %  | 2,6 %   | 20,4 %                      | …      | …      | …      | …         |
| Южно-Уссурийская | 33,6 %  | 25,2 %   | 17,1 %  | 17,9 %  | …                           | …      | …      | …      | …         |

| Округа           | поляки | чуванцы | эскимосы | алеуты | якуты | евреи | татары | японцы |
| ---------------- | ------ | ------- | -------- | ------ | ----- | ----- | ------ | ------ |
| Область в целом  | 1,4 %  | …       | …        | …      | …     | …     | …      | …      |
| Анадырская       | …      | 4,0 %   | 9,1 %    | …      | …     | …     | …      | …      |
| Гижигинская      | …      | …       | …        | …      | …     | …     | …      | …      |
| Командорская     | …      | …       | …        | 89,6 % | …     | …     | …      | …      |
| Охотская         | …      | …       | …        | …      | 5,7 % | …     | …      | …      |
| Петропавловская  | …      | …       | …        | …      | …     | …     | …      | …      |
| Удская           | 1,1 %  | …       | …        | …      | 1,2 % | 1,5 % | 1,4 %  | 1,3 %  |
| Уссурийская      | …      | …       | …        | …      | …     | …     | …      | …      |
| Хабаровская      | 1,4 %  | …       | …        | …      | …     | …     | …      | …      |
| Южно-Уссурийская | 2,0 %  | …       | …        | …      | …     | …     | …      | 1,2 %  |

## Экономика и образование
Главные занятия жителей — охота и рыболовство. Земледелие, по причине холодного климата, развито слабо. В 1896 г. разработанной и обсемененной земли было 292 десятин, на ней было посеяно (в пудах) яровой пшеницы 9, ржи и ярицы — 419, ячменя — 41, гречихи — 2, картофеля — 2634, овса — 848, снято: яровой пшеницы — 6, ржи и ярицы — 511, ячменя — 89, картофеля — 22088, овса — 2885 пд. На каждую душу населения из собранного урожая приходилось разного хлеба 0,07 пд., картофеля 3 пуда. Скотоводство было развито незначительно; лошадей и рогатый скот держали главным образом русские, а северных оленей — автохтонное население. Предметом рыболовства служила по преимуществу кета — лососевая рыба, входящая в р. Уду для метания икры. В 1896 г. населением Удского округа было заготовлено для собственного продовольствия 97145 пд. кеты и коммерсантами для вывоза 267358 пд.; добыто жира, клея, икры и буксы (вываренные осетровые хрящи) 640 пд. Звериный промысел с каждым годом уменьшался, что объяснялось уничтожением зверя, а также частыми и обширными лесными пожарами. В 1896 г. было добыто лосей 9, медведей 94, диких оленей 19, соболей 351, лисиц 153, хорьков 8, белок 324, выдр 25, нерп 200. Учебные заведения, кроме городского 3-классного училища и церковно-приходской школы в г. Николаевске — 1 сельская школа, 1 церковно-приходская и 2 туземные.